# Фидуциарная деятельность
Фидуциарная деятельность (фидуциарные услуги, операции, сделки; от лат. fiducia — доверие) — это финансовые услуги, связанные с управлением активами (денежные средства, ценные бумаги, коммерческая недвижимость).
Профессиональный участник рынка ценных бумаг, осуществляющий фидуциарную деятельность, называется фидуциарным управляющим.
Фидуциарной деятельностью могут заниматься физические и юридические (финансовая организация, трастовая компания, банк) лица со специальным экономическим образованием и лицензией.
Договор, регулирующий отношения фидуциарного управляющего и клиента, именуется фидуциарным (доверительным).

## Виды деятельности
- Фидуциарный счёт
- Фидуциарный депозит
- Фидуциарный кредит
- Фидуциарное управление ценными бумагами, коммерческой недвижимостью.